# 小行星15986
小行星15986（15986 Fienga）是一颗绕太阳运转的小行星，为主小行星带小行星。该小行星于1998年12月7日发现。

## 轨道参数
小行星15986的轨道半长轴为2.6929275 UA，离心率为0.231。